# Marienberg
Marienberg è una città di 14 005 abitanti del libero stato della Sassonia, in Germania.
Marienberg si fregia del titolo di "Grande città circondariale" (Große Kreisstadt).
Appartiene al circondario dei Monti Metalliferi ed è parte della Verwaltungsgemeinschaft Marienberg.